# Niech żyje Meksyk!
Niech żyje Meksyk! (ros. Да здравствует Мексика! / hiszp. Que viva Mexico!) – nieukończony film Siergieja Eisensteina, nakręcony z pomocą i za pieniądze amerykańskiego pisarza Uptona Sinclaira przedstawiający Meksyk i jego kulturę. Film ten w roku 1979 został zrekonstruowany przez Grigorija Aleksandrowa.